# اوکولوفسکایا (شهرستان ولسکی، استان آرخانگلسک)
اوکولوفسکایا (به لاتین: Okulovskaya) یک منطقهٔ مسکونی در روسیه است که در استان آرخانگلسک واقع شده‌است.